# Hester Stanhope
Lady Hester Stanhope (ur. 12 marca 1776 w Chevening w hrabstwie Kent, zm. 23 czerwca 1839 w Dżun, Liban) – brytyjska awanturniczka i podróżniczka.

## Życiorys
Była najstarszą córką Charlesa Stanhope’a, 3. hrabiego Stanhope i jego pierwszej żony Lady Hester Pitt. Urodziła się w posiadłości swojego ojca w Chevening w hrabstwie Kent. Następnie zamieszkała ze swoją babcią Hester Pitt w Curry Rivel. Po jej śmierci w 1803 zaczęła pełnić obowiązki pani domu na zamku u swojego wuja Williama Pitta Młodszego, który był podówczas najbardziej wpływowym człowiekiem w Anglii. Wuj zmarł w 1806 zostawiając Hester sporą pensję państwową. Przez jakiś czas mieszkała w Londynie, później w Walii, a po utracie w bitwie pod La Coruną ukochanego sir Johna Moore’a oraz brata wyjechała z Anglii na zawsze. 
W lutym 1810 na pokładzie fregaty „Jason”, wyruszyła na Morze Śródziemne. Zabrała ze sobą lekarza, Charlesa Meryona, który był jednocześnie jej sekretarzem, oraz pokojówkę. W Gibraltarze poznała o czternaście lat młodszego od siebie Michaela Bruce’a, który został jej kochankiem.

### Podróż na Bliski i Środkowy Wschód
W październiku 1811, w trakcie podróży z Turcji do Egiptu, jej statek rozbił się u wybrzeży Rodos i zatonął. Wraz z nim zaginął cały dobytek, dlatego też ocaleli musieli nosić tureckie ubrania. Stanhope odmówiła noszenia hidżabu i wkładała męskie szaty, czym wywoływała w Anglii skandal.
Angielska fregata zabrała rozbitków do Aleksandrii, skąd – po zwiedzeniu Egiptu – ekipa wyruszyła statkiem do Jafy. Tam Stanhope kupiła konia i zamówiła aksamitne czerwone siodło haftowane złotem. Włożyła szaty sułtana mameluków: satynową koszulę, szarawary, czerwony kaftan haftowany złotem, płaszcz z frędzlami, wynajęła wielbłądy oraz niewolników, po czym wyruszyła przez pustynię, budząc podziw i respekt wśród Beduinów, którzy brali ją za nieziemską istotę. 
31 sierpnia 1812 Hester Stanhope wkroczyła do Damaszku, gdzie została przyjęta przez paszę. 20 marca 1813 zdecydowała się wyruszyć do Palmyry, mimo że droga prowadziła przez pustynne terytoria wrogo nastawionych Beduinów. Ubrana jak Beduinka została bardzo przychylnie przyjęta przez Arabów i ogłoszona „królową pustyni”.
W ciągu dwóch lat zwiedziła Gibraltar, Maltę, Wyspy Jońskie, Peloponez, Ateny, Konstantynopol, Rodos, Egipt, Palestynę, Liban i Syrię.

### Życie pośród Arabów
W lutym 1814 Stanhope zamieszkała w Libanie w opuszczonym klasztorze Mar Elias. W 1815 na prośbę sułtana tureckiego wyruszyła w podróż do Aszkelonu w poszukiwaniu wielkiego skarbu. Poszukiwania trwały dwa tygodnie, ale nie znaleziono niczego cennego.
Następnie Lady Stanhope przeprowadziła się do ponad trzydziestopokojowego domu we wsi Dżun na południu Libanu. W czasie, gdy wicekról Egiptu zorganizował bunt przeciwko sułtanowi Turcji, jej dom stał się schronieniem dla setek uciekinierów.
Utrzymywała kontakty z wieloma znaczącymi osobami, które odwiedzały ją w jej posiadłości. Lady Stanhope słynęła ze swojej ekscentryczności. Ubierała się wyłącznie w męskie stroje, przeklinała i paliła fajkę wodną. Z biegiem lat popadła w długi. Służący zaczęli opuszczać jej posiadłość, ponieważ nie była w stanie ich opłacać. W tym czasie opuścił ją Michael Bruce, a później również Charles Meryon.
Przez wiele lat chorowała na płuca. Zmarła 23 czerwca 1839 w swoim domu.
Lady Hester Stanhope została pochowana w oliwnym gaju w Mardż Ujun w Gubernatorstwie An-Nabatija w Libanie.

## Znaczenie
Poszukiwania, przeprowadzone przez Lady Stanhope w Aszkelonie, przeszły do historii jako pierwsze nowoczesne prace archeologiczne na terenie Ziemi Świętej. Jej postać, za życia niezwykle ekscentryczna i wręcz moralnie potępiana, po śmierci stała się inspiracją dla innych kobiet podróżniczek.

## Pamiętniki
W 1848 Charles Meryon wydał pamiętniki opisujące podróże Lady Stanhope: Memoirs of the Lady Hester Stanhope (1845) i Travels of Lady Hester Stanhope (1846). Przedstawiał ją w nich jako kobietę władczą, dumną i ekscentryczną.